# Nesles
Nesles – miejscowość i gmina we Francji, w regionie Hauts-de-France, w departamencie Pas-de-Calais.
Według danych na rok 1990 gminę zamieszkiwało 1097 osób, a gęstość zaludnienia wynosiła 218 osób/km² (wśród 1549 gmin regionu Nord-Pas-de-Calais Nesles plasuje się na 533. miejscu pod względem liczby ludności, natomiast pod względem powierzchni na miejscu 678.).